# Valérie Lemercier
Pour les articles homonymes, voir Lemercier.
Valérie Lemercier, née le 9 mars 1964 à Dieppe (Seine-Maritime), est une actrice, réalisatrice, scénariste, humoriste et chanteuse française.
En tant qu'actrice, elle a participé à plusieurs comédies à succès telles que Les Visiteurs en 1993, Le Petit Nicolas en 2009, ou encore Astérix et Obélix : Au service de Sa Majesté en 2012.
Elle a remporté trois Molière du one-man-show (1991, 1996 et 2001), trois César (deux en tant que meilleure actrice dans un second rôle en 1994 et 2007, puis un de la meilleure actrice en 2022 pour son film Aline), et la Victoire de la musique de l'humoriste de l'année. Scénariste-réalisatrice, elle est aussi l'auteure de six films : Quadrille (1997), Le Derrière (1999), Palais royal ! (2005), 100% cachemire (2013), Marie-Francine (2017) et Aline (2021).
Au cours de sa carrière, elle a tourné sous la direction de nombreux cinéastes français comme Jean-Marie Poiré, Alain Chabat, Claire Denis, Danièle Thompson, Laurent Tirard, Valérie Donzelli, etc., ainsi qu'avec l'Américain Woody Allen.

## Biographie

### Enfance, formation et débuts télévisuels
Fille d'agriculteurs aisés (son père, Joseph Lemercier, était également maire du village, sa mère Odile Prévost aide comme ses enfants à la culture des pommes de terre, du lin, des betteraves ou des céréales), Valérie Lemercier grandit avec ses trois sœurs à Gonzeville en Seine-Maritime puis suit les cours de Jean Chevrin au conservatoire de Rouen.
Elle participe au jeu et pose des questions sur le pain aux participants de l'émission l'Académie des 9 présentée par Jean-Pierre Foucault, le 22 octobre 1982. Il s'agit de sa première télévision.
En 1988, elle contacte Jean-Michel Ribes qui lui offre une figuration de flic en civil dans la série M'as-tu-vu ?. Elle déclare, lors d'une interview, avoir fait partie pendant cette période des « fonds de troupe » (jeune comédiens inconnus qui jouaient dans des rôles secondaires). Cette expérience l'a menée vers la série Palace et les premiers succès.
Elle débute à la télévision en 1988 dans la série humoristique Palace où elle interprète le rôle de « Lady Palace », gardienne du bon goût à l'humour désopilant. La même année, elle apparait pour la première fois au cinéma, dans Milou en mai de Louis Malle. Dans ce film, elle incarne une femme de la cinquantaine alors qu'elle n'a que 23 ans à l'époque du tournage.
À l'issue de la série, en 1989, elle s'impose au théâtre dans Valérie Lemercier au Splendid, qu'elle reprend en 1990 au théâtre du Palais-Royal. Parallèlement, toujours dans ce théâtre, elle joue dans Un fil à la patte de Georges Feydeau, sur une mise en scène de Pierre Mondy.

### Révélation comique au cinéma et passage à la réalisation (années 1990)

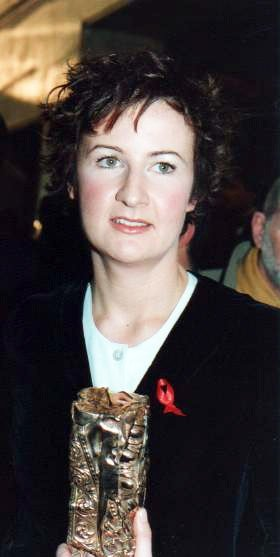
L'actrice en 1994, avec son César de la meilleure actrice dans un second rôle.

En 1990, elle tient un rôle secondaire dans la comédie Après après-demain de Gérard Frot-Coutaz, construit autour d'Anémone et Agnès Soral.
En 1991, elle interprète un rôle plus important pour L’Opération Corned Beef de Jean-Marie Poiré face au tandem Jean Reno / Christian Clavier. La même année, elle décroche le Molière du one man show pour son premier spectacle solo.
En 1992, elle enchaîne un second rôle dans la comédie Le Bal des casse-pieds d'Yves Robert avec Miou-Miou et Jean Rochefort mais surtout son premier rôle avec Sexes faibles ! de Serge Meynard. Elle y a pour partenaire François Cluzet. Mais la percée interviendra avec deux seconds rôles.
En 1993, elle retrouve l'équipe de L’Opération Corned Beef pour Les Visiteurs. Elle y incarne Frénégonde de Pouille et Béatrice de Montmirail, face à Clavier et Reno, et toujours devant la caméra de Jean-Marie Poiré. Le film est un immense succès commercial avec plus de 13 millions d'entrées, se hissant ainsi en tête du box office français de l'année 1993. Son interprétation lui vaut le César de la meilleure actrice dans un second rôle.
L'année suivante, elle fait partie de la distribution d'un autre futur film culte, La Cité de la peur d'Alain Berberian, mettant en scène Les Nuls. En évoluant ainsi aux côtés des révélations comiques de la chaîne Canal +, elle confirme son statut d'actrice incontournable de la comédie française. D'ailleurs, elle tourne la même année avec un ex-Bronzé, Gérard Jugnot pour son film Casque bleu.
Dans la foulée, en 1995, elle tient un petit rôle dans une production hollywoodienne, Sabrina de Sydney Pollack, avec Harrison Ford et Julia Ormond. La même année, elle remonte sur scène : entre 1995 et 1996, elle joue son second spectacle solo, Valérie Lemercier au théâtre de Paris. À la clé, un second Molière du one man show.
Elle dévoile en 1997 son premier film en tant que scénariste-réalisatrice, Quadrille, une adaptation de la pièce du même nom de Sacha Guitry. Puis enchaîne avec un projet original en 1999 : Le Derrière, une satire sur la perception de l'homosexualité par la société française. Elle y joue le premier rôle, entourée de deux acteurs à contre-emploi, Claude Rich et Dieudonné. Les Victoires de la musique lui décernent le titre de l'humoriste de l'année 1997.
Le film, très singulier, divise, mais l'actrice remonte déjà sur les planches. Son troisième spectacle solo, Valérie Lemercier aux Folies Bergère, est joué entre 2000 et 2001, ce qui lui vaut un troisième Molière du one man show en 2001.

### Confirmation critique et commerciale (années 2000)

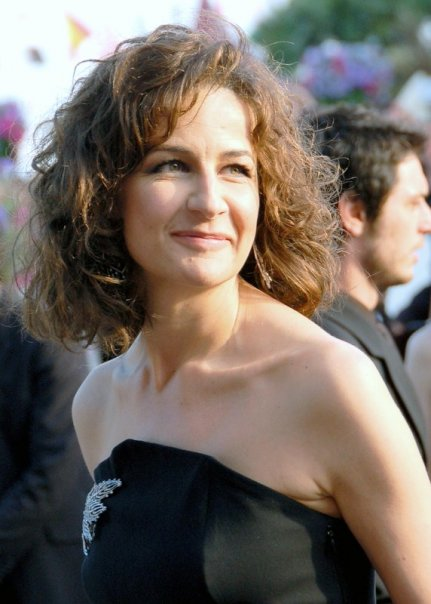
L'actrice au Festival de Cannes 2008.

En 2002, elle se voit confier son premier rôle dramatique par Claire Denis, dans Vendredi soir, histoire d'amour éclair entre deux inconnus, qui convainc moyennement le grand public.
En 2004, elle participe aux comédies — RRRrrrr!!!, le troisième film d'Alain Chabat, et Narco de Tristan Aurouet et Gilles Lellouche — tout en tournant son troisième long-métrage en tant que scénariste/réalisatrice/actrice principale. En 2005, elle dévoile ainsi la comédie Palais royal !, une satire de la monarchie qui rencontre un large succès critique et commercial.
En 2006, elle fait partie des castings 4 étoiles de deux comédies : la parisienne Fauteuils d'orchestre de Danièle Thompson et la provinciale Le Héros de la famille de Thierry Klifa et co-écrit par Christopher Thompson. Le premier long-métrage lui vaut le César 2007 de la meilleure actrice dans un second rôle.
En 2006 et 2007, elle succède à Antoine de Caunes, Alain Chabat, Édouard Baer et Gad Elmaleh pour la présentation de la cérémonie des César sur la chaine Canal+, qu'elle anime avec un humour décalé. Elle fait notamment un hommage à Gérard Oury où elle reprend une scène culte du film Les Aventures de Rabbi Jacob, dans laquelle Louis de Funès exécutait une danse traditionnelle juive.
En 2007, elle joue de nouveau les bourgeoises décalées pour la comédie L'Invité de Laurent Bouhnik, d'après la pièce éponyme de David Pharao. Puis en 2008, elle fait partie de la bande de comédien(ne)s réuni(e)s par Musée haut, musée bas de Jean-Michel Ribes. Enfin, elle est dirigée par Étienne Chatiliez pour le rôle-titre de la comédie décalée Agathe Cléry. Elle y joue une femme blanche et raciste devenant noire du jour au lendemain. C'est un flop critique qui divise le public. La même année, elle est sur scène pour son quatrième spectacle solo, Valérie Lemercier au Palace. Elle décroche le Globe de Cristal du meilleur spectacle solo.
En 2009, elle est à l'affiche de deux gros succès : elle joue de nouveau la bourgeoise pour Neuilly sa mère ! de Gabriel Julien-Laferrière et forme avec Kad Mérad un couple de parents modèles des années 1960 pour l'adaptation à gros budget du classique de la littérature jeunesse, Le Petit Nicolas, réalisée par Laurent Tirard.
Le 27 février 2010, elle reprend les rênes des César, aux côtés de Gad Elmaleh.

### Progression en demi-teinte (années 2010-2020)

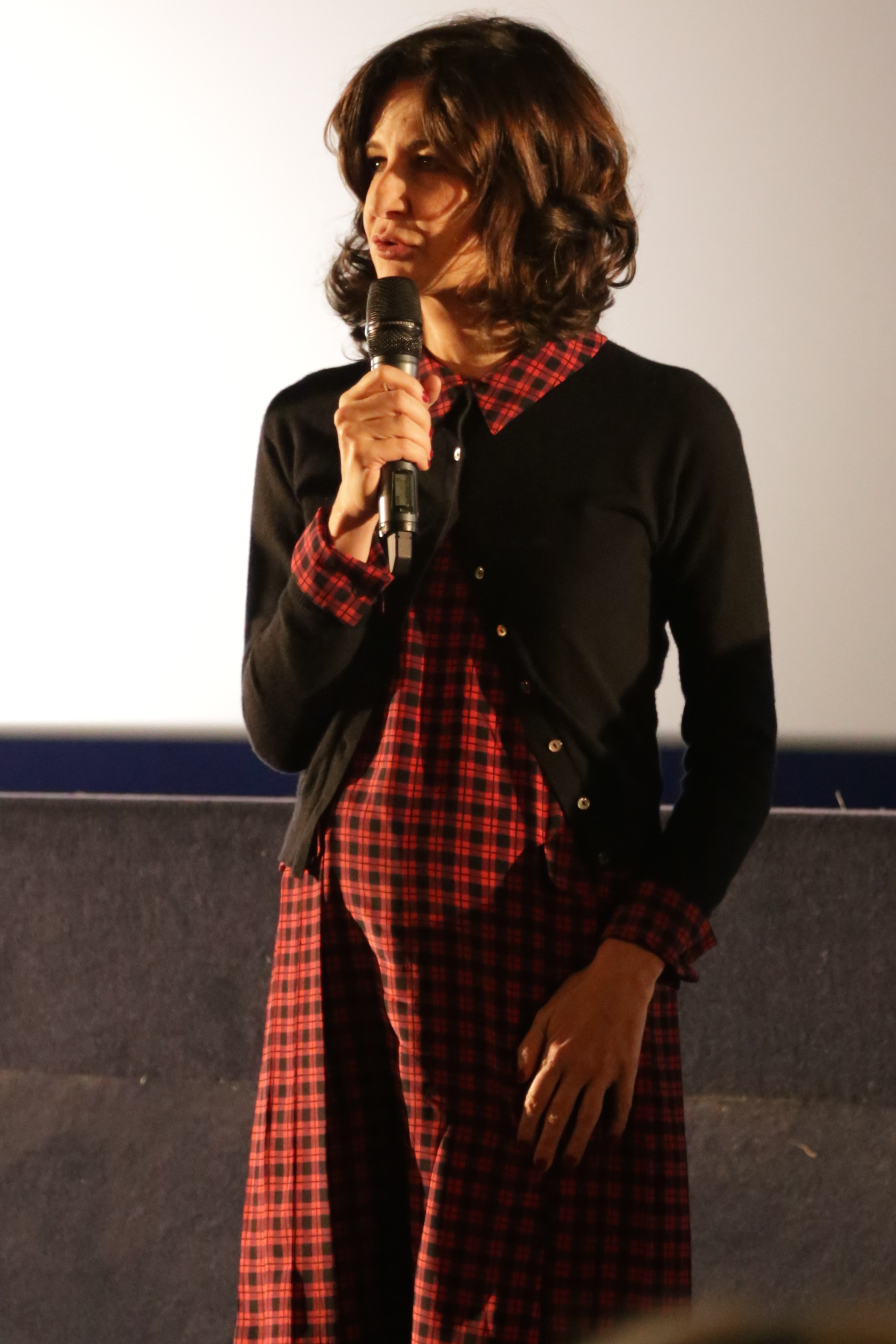
La réalisatrice à l'avant-première de 100% cachemire, en décembre 2013.

En 2011, elle enchaîne cependant deux échecs : — la comédie chorale Bienvenue à bord d'Éric Lavaine et une production américaine, Bienvenue à Monte-Carlo de Thomas Bezucha, où elle tient un petit rôle.
L'année 2012 s'avère très riche : elle joue une éditrice dans la première réalisation de Frédéric Beigbeder, la comédie romantique L'amour dure trois ans ; se fait diriger par Bruno Podalydès pour sa comédie Adieu Berthe ; retrouve la caricature en incarnant l'anglaise Miss Macintosh pour la comédie à gros budget Astérix et Obélix : Au service de Sa Majesté, de Laurent Tirard ; enfin, elle tente de nouveau un jeu dramatique, en tenant le premier rôle féminin de la comédie dramatique Main dans la main, de Valérie Donzelli.
En 2013, elle connaît un échec douloureux : la comédie 100% cachemire, son quatrième film de scénariste-réalisatrice déçoit la critique et ne rencontre pas le public.
Elle peut compter en 2014 sur la suite Les Vacances du petit Nicolas, toujours de Laurent Tirard. Et sur les planches, elle joue au théâtre Montparnasse Un temps de chien, de Brigitte Buc, sur une mise en scène de Jean Bouchaud.
En 2015, elle joue son cinquième spectacle solo, Valérie Lemercier au Théâtre du Châtelet et prépare son retour au cinéma en tant que scénariste/réalisatrice : en 2017 sort Marie-Francine, qui la voit renouer avec les rôles de bourgeoise.
En 2018, elle reprend son rôle de Brigitte pour une suite inattendue : Neuilly sa mère, sa mère !, de Gabriel Julien-Laferrière. La même année, elle prépare son sixième long-métrage en tant que scénariste-réalisatrice, provisoirement intitulé Dis-moi Céline, un faux biopic de la vie de Céline Dion.
En 2020, Valérie Lemercier sort son sixième long-métrage comme réalisatrice, Aline, film semi-biographique consacré à la chanteuse Céline Dion, dont elle est également l'actrice principale. Présenté en avant-première en octobre 2020, sa sortie est reportée à novembre 2021 en raison de la fermeture des cinémas causée par la pandémie de Covid-19. Le film est toutefois sélectionné au Festival de Cannes 2021 où il est présenté hors compétition, et permet à Lemercier de remporter le César de la meilleure actrice. La même année, elle participe à la comédie Irréductible de Jérôme Commandeur.
Deux ans plus tard, elle apparaît dans la comédie noire Coup de chance, premier film en langue française du réalisateur américain Woody Allen, où elle incarne un personnage de mère enquêtrice.

### Autres activités
Le 5 novembre 2008, elle assure la réouverture du Palace à Paris avec un nouveau spectacle solo.
En 2009, elle prête ses talents d'illustratrice pour le dictionnaire Le Petit Larousse illustré.
En 2011, elle est la célébrité invitée à défiler sur le podium du défilé de prêt-à-porter Anti-Jeunisme de Jean-Paul Gaultier.

### Vie privée
Valérie Lemercier a été la compagne du musicien Bertrand Burgalat. Ils se séparent en 1997, restant des amis proches.
Elle a été en couple pendant sept ans avec l'avocat Hervé Temime.
Valérie Lemercier est en couple avec l'artiste et designer Mathias Kiss. Ils officialisent leur relation en 2015. Le couple, très discret, n'apparaît que rarement en public.

## Filmographie

### Actrice

#### Cinéma

##### Années 1990
- 1990 : Milou en mai de Louis Malle : Mme Boutelleau
- 1990 : Après après-demain de Gérard Frot-Coutaz : Loriane
- 1991 : L’Opération Corned Beef de Jean-Marie Poiré : Marie-Laurence Granianski
- 1992 : Le Bal des casse-pieds d'Yves Robert : Mme Béteille
- 1992 : Sexes faibles ! de Serge Meynard : Maud Le Chesnay
- 1993 : Les Visiteurs de Jean-Marie Poiré : Frénégonde de Pouille, Béatrice de Montmirail
- 1994 : La Cité de la peur d'Alain Berbérian : la veuve de M. Jacques
- 1994 : Casque bleu de Gérard Jugnot : Laurette
- 1995 : Sabrina de Sydney Pollack : Martine
- 1997 : Quadrille d'elle-même : Paulette Nanteuil
- 1999 : Le Derrière d'elle-même : Frédérique

##### Années 2000
- 2002 : Vendredi soir de Claire Denis : Laure
- 2004 : RRRrrrr!!! d'Alain Chabat : Pierre (la prof de guitare-couture)
- 2004 : Narco de Tristan Aurouet et Gilles Lellouche : la comique célèbre
- 2005 : Palais royal ! d'elle-même : la princesse Armelle
- 2006 : Fauteuils d'orchestre de Danièle Thompson : Catherine Versen
- 2006 : Le Héros de la famille de Thierry Klifa : Pamela
- 2007 : L'Invité de Laurent Bouhnik : Colette
- 2008 : Musée haut, musée bas de Jean-Michel Ribes : Valérie
- 2008 : Agathe Cléry d'Etienne Chatiliez : Agathe Cléry
- 2009 : Neuilly sa mère ! de Gabriel Julien-Laferrière : Brigitte, la mère de Charles et Caroline
- 2009 : Le Petit Nicolas de Laurent Tirard : la mère de Nicolas

##### Années 2010
- 2011 : Beur sur la ville de Djamel Bensalah : la speakerine du stade
- 2011 : Bienvenue à bord d'Éric Lavaine : Isabelle, la DRH
- 2011 : Bienvenue à Monte-Carlo (Monte Carlo) de Thomas Bezucha : Madame Valérie
- 2012 : L'amour dure trois ans de Frédéric Beigbeder : Fransceca Vernesi
- 2012 : Adieu Berthe de Bruno Podalydès : Alix
- 2012 : Astérix et Obélix : Au service de Sa Majesté de Laurent Tirard : Miss Macintosh
- 2012 : Main dans la main de Valérie Donzelli : Hélène Marchal
- 2013 : 100% cachemire d'elle-même : Aleksandra Cohen-Le Foulon
- 2014 : Les Vacances du petit Nicolas de Laurent Tirard : la mère de Nicolas
- 2017 : Marie-Francine d'elle-même : Marie-Francine
- 2018 : Neuilly sa mère, sa mère ! de Gabriel Julien-Laferrière : Brigitte

##### Années 2020
- 2020 : Forte de Katia Lewkowicz : Sissi
- 2021 : Aline d'elle-même : Aline Dieu
- 2022 : Irréductible de Jérôme Commandeur : la directrice de la station scientifique
- 2023 : Coup de chance de Woody Allen : Camille Moreau
- 2023 : L'Arche de Noé de  Bryan Marciano : Noëlle
- 2025 : Aimons-nous vivants de Jean-Pierre Améris

#### Télévision
- 1987 : M'as-tu vu ? de Jean-Michel Ribes
- 1988 : Palace de Jean-Michel Ribes (série) : Lady Palace
- 2009 : L'une chante, l'autre aussi d'Olivier Nicklaus : elle-même

#### Création de voix
- 2005 : Pollux : Le Manège enchanté de Jean Duval, Frank Passingham et Dave Borthwick : Azalée
- 2020 : Josep de Aurel : La mère de Valentin

#### Doublage
- 1993 : L'Incroyable Voyage de Duwayne Dunham : Sassy
- 1999 : Tarzan de Kevin Lima et Chris Buck : Jane
- 2000 : Chicken Run de Nick Park et de Peter Lord : Ginger (Second doublage)
- 2006 : Arthur et les Minimoys de Luc Besson : la mère d'Arthur
- 2022 : Vaillante : Pauline

### Réalisatrice
- 1997 : Quadrille
- 1999 : Le Derrière
- 2005 : Palais royal !
- 2013 : 100% cachemire
- 2017 : Marie-Francine
- 2021 : Aline

## Théâtre

### Spectacles solos
- 1989 : Valérie Lemercier au Splendid
- 1995 : Valérie Lemercier au théâtre de Paris
- 2000 : Valérie Lemercier aux Folies Bergère
- 2008 : Valérie Lemercier au Palace
- 2015 : Valérie Lemercier au théâtre du Châtelet

Valérie Lemercier n'a jamais accepté de captations de ses spectacles ; aucun n'est donc sorti en VHS ou DVD, ni diffusé à la télévision. Elle explique que « je trouve que ça abîme, c'est une intrusion », déclarant « un spectacle, je l'écris pour la scène » puis ajoute « je suis réellement malade quand je joue sur scène et qu'il y a une caméra »,. Néanmoins, elle publie en septembre 2015 aux éditions Grasset Spectacles, un recueil des textes de ses quatre premiers spectacles.

### Pièces de théâtre
- 1989 : Un fil à la patte de Georges Feydeau, mise en scène Pierre Mondy au Théâtre du Palais-Royal
- 2014 : Un temps de chien de Brigitte Buc, mise en scène Jean Bouchaud au Théâtre Montparnasse
- 2022 : Les Sœurs Bienaimé de Brigitte Buc, mise en scène Brigitte Buc au Théâtre Antoine

## Discographie
- 1992 : Eso es el amor (pour le film Sexes faibles !)
- 1993 : Quand on n'a plus rien à perdre - en duo avec Tonton David pour Les Enfoirés
- 1996 : Valérie Lemercier chante (Tricatel)
- 1996 : Comme beaucoup de ces messieurs - en duo avec Divine Comedy
- 2001 : Avec des si de Françoise Hardy
- 2006 : J'ai un mari - en duo avec Pascale Borel (Pschent)
- 2007 : Pourquoi tu t'en vas ? - en duo avec Christophe Willem (Vogue)
- 2007 : Pierre et le Loup (récitante)
- 2007 : Le Coup de soleil - en duo avec Vincent Delerm sur son disque Favourite Songs
- 2008 : Plusieurs titres sur la bande originale de Agathe Cléry
- 2009 : Par amour, par pitié de Sylvie Vartan sur l'album Madame aime
- 2009 : La Grande Amour - en duo avec Marc Lavoine sur son disque Volume 10

## Publication
- Spectacles, éditions Grasset, 30 septembre 2015, 288 p. (ISBN 978-2246859758).

## Distinctions

### Récompenses
- Molières 1991 : Meilleur one man show pour Valérie Lemercier au Splendid Saint-Martin
- César 1994 : Meilleure actrice dans un second rôle pour Les Visiteurs
- Molières 1996 : Meilleur one man show pour Valérie Lemercier au Théâtre de Paris
- Victoires de la musique 1997 : Humoriste de l'année (pour l'ensemble de sa carrière)
- Molières 2001 : Meilleur one man show pour Valérie Lemercier aux Folies Bergère
- César 2007 : Meilleure actrice dans un second rôle pour Fauteuils d'orchestre
- Festival du Film de Sarlat 2007 : Prix d'interprétation féminine pour Agathe Cléry
- Globes de cristal 2009 : Meilleur one man show pour Valérie Lemercier au Palace !
- César 2022 : Meilleure actrice pour Aline

### Nominations
- César 1992 : Meilleure actrice dans un second rôle pour L’Opération Corned Beef
- Raimu 2006 : Meilleure comédienne, Meilleur scénario, Meilleur film de comédie et Meilleure mise en scène pour Palais royal !
- César 2006 : Meilleure actrice pour Palais royal !
- Raimu 2007 : Meilleure comédienne dans un second rôle pour Fauteuils d'orchestre
- Gérard 2012 : Actrice culte qui tournait dans des bons films (Pire actrice) pour Bienvenue à bord
- Molières 2014 : Meilleure comédienne dans un spectacle de théâtre privé pour Un temps de chien
- Molières 2016 : Molière de l'humour pour Valérie Lemercier au théâtre du Châtelet
- Lumières 2022 : Meilleure actrice pour Aline
- César 2022 : Meilleure réalisation et Meilleur scénario original (avec Brigitte Buc) pour  Aline